# مک‌اواس تاهو
مک‌اواس تاهو (انگلیسی: MacOS Tahoe) (نسخه ۲۶) نسخه‌ی بزرگ بعدی سیستم‌عامل مک‌اواس اپل است که به‌عنوان بیست و دومین نسخه‌ی اصلی معرفی می‌شود. این نسخه جانشین مک‌اواس سکویا (مک‌اواس ۱۵) است و در تاریخ ۹ ژوئن ۲۰۲۵ در کنفرانس جهانی توسعه‌دهندگان اپل (WWDC 2025) معرفی شد و اولین نسخه‌ی بتای مخصوص توسعه‌دهندگان در همان روز منتشر گردید. مطابق سنت اپل در نام‌گذاری نسخه‌های macOS بر اساس مکان‌های دیدنی کالیفرنیا، این نسخه به نام تاهو نام‌گذاری شده است، دریاچه‌ای که در مرز ایالت‌های کالیفرنیا و نوادا قرار دارد.
مک‌اواس تاهو آخرین نسخه از این سیستم‌عامل خواهد بود که از مک‌های مجهز به پردازنده‌های اینتل پشتیبانی می‌کند. آن هم فقط برخی مدل‌های آی‌مک، مک‌بوک پرو و مک پرو. تمامی نسخه‌های آینده فقط از رایانه‌های مجهز به چیپ‌های اپل سیلیکون پشتیبانی خواهند کرد.

## توسعه
مک‌اواس تاهو توسط کریگ فدریگی معاون ارشد بخش مهندسی نرم‌افزار اپل در کنفرانس جهانی توسعه‌دهندگان اپل (WWDC) در تاریخ ۹ ژوئن ۲۰۲۵ معرفی شد و نسخه‌ی بتای مخصوص توسعه‌دهندگان نیز در همان روز منتشر گردید.
در جریان این کنفرانس، اپل اعلام کرد که شماره نسخه‌های سیستم‌عامل‌هایش یکپارچه خواهد شد و بر اساس سال بعد از عرضه، شماره‌گذاری می‌شوند (مشابه با مدل سال‌های خودرو). بنابراین، تمامی آن‌ها به نسخه ۲۶ منتقل شدند. فدریگی اعلام کرد که نام‌های مخصوص هر نسخه، همچنان به‌عنوان برند اصلی باقی خواهند ماند (در اینجا "تاهو") زیرا به گفته‌ی او، مک‌اواس «بیش از یک شماره نسخه می‌طلبد».

## ویژگی‌ها
مک‌اواس تاهو چندین قابلیت و بهبود جدید را، عمدتاً در حوزه رابط کاربری، معرفی می‌کند:
- رابط کاربری برای اولین بار از زمان مک‌اواس بیگ سور به‌طور کامل بازطراحی شده و از شیشه مایع بهره می‌برد تا با دیگر سکوهای اپل هماهنگ شود. منوی بالای صفحه (Menu Bar) به‌صورت پیش‌فرض کاملاً شفاف است.
- نشانگر موس طراحی جدید دارد و ظاهر آن گردتر شده است.
- آیکون‌های برنامه‌ها با آی‌اواس و آی‌پداواس یکپارچه شده‌اند و از نسخه‌های تیره و رنگی (که در آی‌اواس ۱۸/آی‌پداواس ۱۸ معرفی شدند) و همچنین یک نسخه شفاف جدید پشتیبانی می‌کنند.
- برخی از افکت‌های صوتی سیستم بهبود یافته‌اند.
- آیکون پوشه‌ها بازطراحی شده و اکنون می‌توان برای آن‌ها رنگ، نشان‌واره (Emblem) و ایموجی اختصاص داد و با رنگ برجسته سیستم هماهنگ کرد. این پوشه‌ها دارای انیمیشن نیز هستند.
- قابلیت جست‌وجوی اسپات‌لایت بازطراحی شده و شامل اقدامات سریع، میانبرهای Quick Key، جستجو در نوار منو و ادغام با اپل اینتلیجنس است.
- ویژگی‌های آی‌اواس و آی‌پداواس مانند فعالیت‌های زنده (Live Activities) و نشانگرهای فشرده روشنایی/صدا به مک منتقل شده‌اند.
- برنامه‌های Phone و Journal به مک‌اواس اضافه شده‌اند. برنامه Phone با استفاده از Continuity با آیفون یکپارچه می‌شود.
- کنترل سنتر بازطراحی شده و شبیه نسخه‌ی معرفی شده در آی‌اواس ۱۸/آی‌پداواس ۱۸ شده است.
- Launchpad (که از OS X Lion معرفی شده بود) حذف شده و با ویژگی Applications جایگزین شده است که مشابه App Library در آی‌اواس ۱۴ و آی‌پداواس ۱۵ می‌باشد و درون رابط اسپات‌لایت ادغام شده است. برنامه‌های آیفون همچنین از طریق قابلیت Continuity از آیفون کاربر در فهرست برنامه‌ها ظاهر می‌شوند و از طریق iPhone Mirroring اجرا خواهند شد.
- برنامه ذره‌بین، قابلیت Vehicle Motion Cues، یک خوانشگر سراسری برای دسترسی‌پذیری (Accessibility Reader) و پشتیبانی از نمایشگرهای بریل نیز اضافه شده‌اند.
- ترمینال اکنون از رنگ ۲۴ بیتی و فونت‌های Powerline پشتیبانی می‌کند.

## ویژگی‌های حذف‌شده
- برنامه هوم فقط از معماری جدید معرفی‌شده در آی‌اواس ۱۶ و مک‌اواس ونچورا پشتیبانی می‌کند و پشتیبانی از معماری قدیمی را متوقف می‌کند.
- پشتیبانی از FireWire 400/800 حذف شده است.

## سخت‌افزارهای پشتیبانی‌شده
مک‌اواس تاهو از تمامی مک‌های دارای چیپ اپل سیلیکون و برخی مدل‌های دارای پردازنده‌های نسل نهم Coffee Lake Refresh، نسل دهم آیس لیک و کامت لیک، و پردازنده‌های Xeon-W مبتنی بر Cascade Lake پشتیبانی می‌کند، شامل:
- مک‌بوک ایر (M1 ،۲۰۲۰) یا جدیدتر
- مک‌بوک پرو (۱۳ اینچ، ۲۰۲۰ با چهار پورت تاندربولت ۳) یا جدیدتر
- مک‌بوک پرو (۱۴ اینچ، ۲۰۲۱) یا جدیدتر
- مک‌بوک پرو (۱۶ اینچ، ۲۰۱۹) یا جدیدتر
- مک مینی (M1 ،۲۰۲۰) یا جدیدتر
- آی‌مک (۲۰۲۰) یا جدیدتر
- مک پرو (۲۰۱۹) یا جدیدتر
- تمامی مدل‌های مک استودیو

در رویداد Platforms State of the Union در WWDC 2025، اپل اعلام کرد که مک‌اواس تاهو آخرین نسخه‌ای است که از مک‌های اینتلی پشتیبانی می‌کند. مدل‌های باقی‌مانده اینتلی که تحت پشتیبانی تاهو هستند شامل:
- مک پرو (۲۰۱۹)
- مک‌بوک پرو (۱۶ اینچ، ۲۰۱۹)
- مک‌بوک پرو (۱۳ اینچ، ۲۰۲۰، چهار پورت تاندربولت ۳)
- آی‌مک (۲۰۲۰)

با این تغییر، پشتیبانی از مک‌بوک ایر و مک مینی‌های مبتنی بر اینتل به پایان می‌رسد.